# 스튀름-리우빌 연산자
상미분 방정식 이론에서, 스튀름-리우빌 연산자(Sturm-Liouville演算子, 영어: Sturm–Liouville operator)는 이산 스펙트럼을 갖는 특별한 형태의 2차 미분 연산자이다. 그 고유 함수에 대한 2차 상미분 방정식을 스튀름-리우빌 방정식(Sturm-Liouville方程式, 영어: Sturm–Liouville equation)이라고 하며, 이에 대한 이론을 스튀름-리우빌 이론(Sturm-Liouville理論, 영어: Sturm–Liouville theory)이라고 한다. 모든 2차 상미분 방정식은 항상 스튀름-리우빌 형으로 놓을 수 있다.

## 정의
실수의 닫힌구간 {\displaystyle [a,b]\subsetneq \mathbb {R} }이 주어졌다고 하자. 그 위의 2차 연속 미분 가능 함수에 대한 스튀름-리우빌 연산자는 다음과 같은 꼴의 2차 미분 연산자이다.
{\displaystyle D\colon {\mathcal {C}}^{2}([a,b],\mathbb {R} )\to {\mathcal {C}}^{0}([a,b],\mathbb {R} )}
{\displaystyle D=-{\frac {1}{w(x)}}\left({\frac {d}{dx}}p(x){\frac {d}{dx}}+q(x)\right)=-{\frac {p(x)}{w(x)}}{\frac {d^{2}}{dx^{2}}}-{\frac {1}{w(x)}}p'(x){\frac {d}{dx}}-{\frac {q(x)}{w(x)}}}
여기서
- {\displaystyle p\colon [a,b]\to \mathbb {R} ^{+}}는 양의 실수 값의 연속 미분 가능 함수이다.
- {\displaystyle q\colon [a,b]\to \mathbb {R} }는 연속 함수이다.
- {\displaystyle w\colon [a,b]\to \mathbb {R} ^{+}}는 양의 실수 값의 연속 함수이다. (이를 무게 함수 영어: weight function라고 한다.)

닫힌구간 {\displaystyle [a,b]} 위의 로뱅 경계 조건(Robin境界條件, 영어: Robin boundary condition)이란 {\displaystyle [a,b]} 위의 연속 미분 가능 함수에 대한, 다음과 같은 꼴의 경계 조건이다.
{\displaystyle \alpha _{a}y(a)+\beta _{a}y'(a)=0\qquad (\alpha _{a},\beta _{a}\in \mathbb {R} )}
{\displaystyle \alpha _{b}y(b)+\beta _{b}y'(b)=0\qquad (\alpha _{a},\beta _{a}\in \mathbb {R} )}
여기서, 다음 조건이 성립해야 한다.
- {\displaystyle \alpha _{a}} 또는 {\displaystyle \beta _{a}} 가운데 하나 이상이 0이 아니며, 마찬가지로 {\displaystyle \alpha _{b}} 또는 {\displaystyle \beta _{b}} 가운데 하나 이상이 0이 아니다.

즉, {\displaystyle [\alpha _{a}:\beta _{a}]}와 {\displaystyle [\alpha _{b}:\beta _{b}]}는 각각 실수 사영 직선 {\displaystyle \mathbb {P} _{\mathbb {R} }^{1}=\mathbb {R} \sqcup \{\infty \}}의 두 점의 동차 좌표를 이룬다.
로뱅 경계 조건을 골랐다면, 스튀름-리우빌 연산자는 힐베르트 공간
{\displaystyle H=\operatorname {L} ^{2}([a,b],w(x)\,\mathrm {d} x)=\left\{f\in \operatorname {L} ^{0}([a,b],\mathbb {R} )\colon \int _{a}^{b}|f(x)|^{2}w(x)\,\mathrm {d} x<\infty \right\}}
위의 자기 수반 작용소로 유일하게 확대될 수 있다. 이러한 확대는 선택한 로뱅 경계 조건에 의존한다.
스튀름-리우빌 연산자 {\displaystyle D}의 고유 함수 방정식
{\displaystyle Dy(x)=\lambda y(x)}
즉 선형 상미분 방정식
{\displaystyle -{\frac {d}{dx}}\left(p(x){\frac {dy(x)}{dx}}\right)-q(x)y(x)=\lambda w(x)y(x)}
을 스튀름-리우빌 방정식(영어: Sturm–Liouville equation)이라고 한다.
이 방정식은 선형 상미분 방정식이므로, {\displaystyle p}와 {\displaystyle q}, {\displaystyle \lambda }의 값에 따라 해의 공간은 벡터 공간을 이룬다. 스튀름-리우빌 문제는 스튀름-리우빌 미분 연산자의 고윳값을 구하는 문제이다.

## 성질

### 고윳값과 고유 함수
{\displaystyle [a,b]} 위의 무게 함수
{\displaystyle w\colon [a,b]\to \mathbb {R} ^{+}}
에 대한 스튀름-리우빌 연산자
{\displaystyle D\colon \operatorname {L} ^{2}([a,b],w)\to \operatorname {L} ^{2}([a,b],w)}
가 주어졌다고 하자. 그렇다면, 그 스펙트럼은 가산 집합이며, 하계를 가지며, 상계를 갖지 않으며, 중복되지 않는다. 즉, 다음과 같이 놓을 수 있다.
{\displaystyle \lambda _{0}<\lambda _{1}<\lambda _{2}<\dotsb }
{\displaystyle \lim _{i\to \infty }\lambda _{i}=+\infty }
각 고윳값 {\displaystyle \lambda _{i}}에 대응하는 고유 함수의 공간은 1차원이며, 이는 해당 로뱅 경계 조건을 따르는 연속 미분 가능 함수로 구성된다. 또한, 이 함수는 열린구간 {\displaystyle (a,b)} 속에서 정확히 {\displaystyle i}개의 영점을 갖는다.
이러한 고유 함수들의 집합 {\displaystyle \{y_{0},y_{1},\dotsc \}}은 ({\displaystyle H}의 내적에 따라 정규화하였을 때) {\displaystyle H}의 정규 직교 기저를 이룬다. 즉, 다음이 성립한다.
{\displaystyle \int _{a}^{b}y_{i}(x)y_{j}(x)w(x)\,\mathrm {d} x=\delta _{ij}}

### 2차 선형 미분 방정식의 스튀름-리우빌 형태로의 환원
모든 2차 선형 상미분 방정식은 좌변에 적당한 적분 인자(integrating factor)를 곱해 스튀름-리우빌 방정식의 꼴로 놓을 수 있다. (2차 편미분 방정식이나, y가 스칼라가 아니라 벡터인 경우에는 성립하지 않는다.)
일반적으로 다음과 같은 2차 선형 상미분 방정식이 주어졌다고 하자.
{\displaystyle P(x)y''+Q(x)y'+R(x)y=0}
양변을 P(x)로 나누고, 다시 양변에 적분 인자
{\displaystyle \exp \left(\int {\frac {Q(x)}{P(x)}}\,dx\right)}
를 곱한 뒤, 정리하면 스튀름-리우빌 형 방정식을 얻는다.

## 예

### 베셀 방정식
베셀 방정식
{\displaystyle x^{2}y''+xy'+(\lambda ^{2}x^{2}-\nu ^{2})y=0}
은 양변에 적당한 함수를 곱하면 다음과 같은 스튀름-리우빌 방정식이 된다.
{\displaystyle (xy')'+(\lambda ^{2}x-\nu ^{2}/x)y=0}
즉, 이 경우 스튀름-리우빌 연산자는
{\displaystyle -{\frac {d}{dx}}\left(x{\frac {d}{dx}}\right)+\nu ^{2}/x-\lambda ^{2}x}
이다.

### 르장드르 방정식
르장드르 방정식
{\displaystyle (1-x^{2})y''-2xy'+\nu (\nu +1)y=0}
은 쉽게 스튀름-리우빌 형으로 만들 수 있다.
{\displaystyle {\frac {\mathrm {d} }{\mathrm {d} x}}(1-x^{2})=-2x}
이므로, 르장드르 방정식은 다음 모양으로 만들 수 있다.
{\displaystyle [(1-x^{2})y']'+\nu (\nu +1)y=0}
즉, {\displaystyle \nu (\nu +1)}은 스튀름-리우빌 연산자
{\displaystyle {\frac {d}{dx}}\left((1-x^{2}){\frac {d}{dx}}\right)}
의 고윳값이다.

### 더 복잡한 2차 상미분 방정식
좀 더 복잡한 예로 다음 상미분 방정식을 생각하자.
{\displaystyle x^{3}y''-xy'+2y=0}
양변을 x3으로 나누고
{\displaystyle y''-{x \over x^{3}}y'+{2 \over x^{3}}y=0}
다시 양변에 다음과 같은 적분 인자를 곱한다.
{\displaystyle \exp \left(\int -{\frac {x}{x^{3}}}\,\mathrm {d} x\right)=\exp \left(\int -{\frac {1}{x^{2}}}\,\mathrm {d} x\right)=\exp(1/x)}
그러면 다음과 같은 방정식이 나온다.
{\displaystyle \exp(1/x)y''-{\frac {1}{x^{2}}}\exp(1/x)y'+{\frac {2}{x^{3}}}\exp(1/x)y=0}
이 방정식은 스튀름-리우빌 형으로 바꿀 수 있는데,
{\displaystyle {\frac {d}{dx}}\exp(1/x)=-{\frac {1}{x^{2}}}\exp(1/x)}
이기 때문이다. 따라서 앞서 말한 미분 방정식은 아래의 스튀름-리우빌 미분 방정식과 같다.
{\displaystyle (\exp(1/x)y')'+{\frac {2}{x^{3}}}\exp(1/x)y=0}
즉, 스튀름-리우빌 연산자는 다음과 같다.
{\displaystyle {\frac {d}{dx}}\left(\exp(1/x){\frac {d}{dx}}\right)+{\frac {2}{x^{3}}}\exp(1/x)}

## 역사
자크 샤를 프랑수아 스튀름과 조제프 리우빌의 이름을 땄다.

## 같이 보기
- 매개변수변환법

## 참고 문헌
- Zettl, Anton (2005). 《Sturm–Liouville theory》 (영어). American Mathematical Society. ISBN 0-8218-3905-5.
- Teschl, Gerald (2012). 《Ordinary differential equations and dynamical systems》 (영어). American Mathematical Society. ISBN 978-0-8218-8328-0.
- Everitt, W. N. (2005). 〈A catalogue of Sturm-Liouville differential equations〉 (PDF).   Hinz, A. M.; Pearson, D. B. 《Sturm-Liouville Theory, Past and Present》 (영어). Birkhäuser. 271–331쪽. doi:10.1007/3-7643-7359-8_12. 2007년 2월 21일에 원본 문서 (PDF)에서 보존된 문서. 2019년 3월 16일에 확인함.